# Hakea decurrens
Hakea decurrens (лат.) — кустарник или небольшое дерево, вид рода Хакея (Hakea) семейства Протейные (Proteaceae). Цветёт с мая по сентябрь. Известны три подвида.

## Ботаническое описание

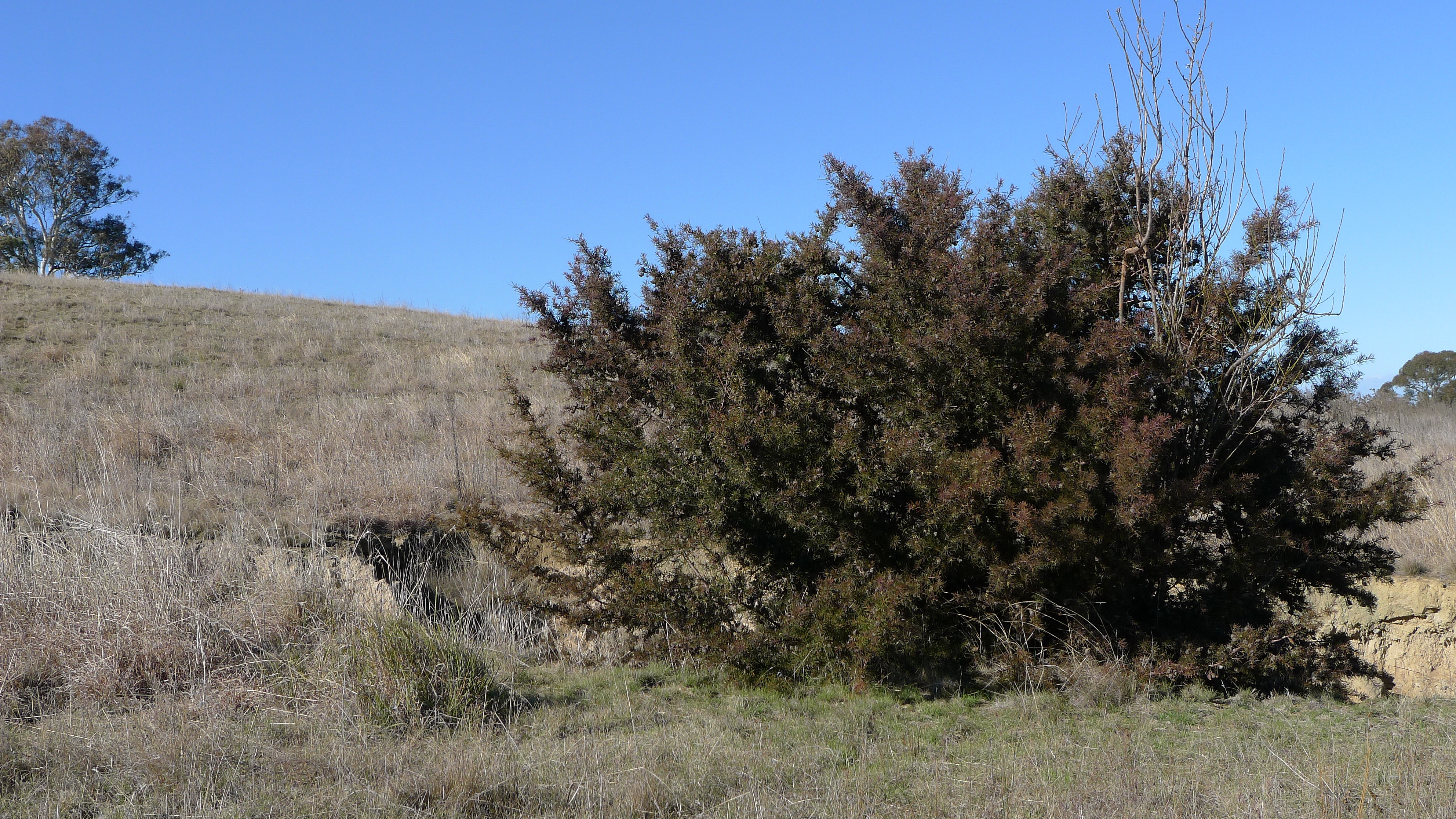
Hakea decurrens в МакКлеодском природном заповеднике (Новый Южный Уэльс).

Hakea decurrens — кустарник или небольшое дерево от полусклонённой до прямостоячей формы высотой 0,4—5 м. Более мелкие ветви имеют короткие густые шелковистые волоски, иногда некоторые быстро становятся гладкими. Листья игольчатые, широко разведённые по горизонтали: 1,5—8 см в длину и 0,7—1,6 мм в ширину. Гладкие листья имеют бороздки на нижней стороне, заканчиваются острой вершиной длиной 1—3,5 мм. Соцветие состоит из 1—6 белых или розовых цветков на коротком белом или ржавом, слегка волосистом или густо опушённом коротком волосатом стебле. Волоски распространяются на цветоножку длиной 1,2—4,8 мм. Гладкий околоцветник длиной 4,2—7,2 мм. Столбик длиной 8,5—12,2 мм. Обильные цветы появляются в пазухах листьев с мая по сентябрь. Серые древесные плоды имеют широкую яйцевидную форму 1,8—3,5 см в длину и 1—3 см в ширину, покрытые отчётливыми бородавками, оканчивающимися выступающим клювом с двумя небольшими рогами.

## Таксономия
Вид Hakea decurrens был впервые официально описан шотландским ботаником Робертом Броуном в 1830 году в Supplementum primum Prodromi florae Novae Hollandiae. Видовой эпитет — от латинского decurrens, означающего «продлён ниже точки вставки», что относится к месту прикрепления листа на стебле.
В 1996 году Уильям Роберт Баркер описал три подвида Hakea decurrens в Journal of the Adelaide Botanic Gardens.
Основными отличиями подвидов являются их плоды и характеристики волосков на мелких ветвях:
- Hakea decurrens decurrens на более молодых ветвях имеет сплюснутые волоски, ветви при этом быстро становятся гладкими, плоды шириной 1—1,8 см [5] [6]
- Hakea decurrens platytaenia имеет постоянные приподнятые волоски и плоды шириной 2,6—3,5 см
- Hakea decurrens physocarpa характеризуется уплощёнными волосками, которые быстро теряются. Плоды шириной 1,3—2,5 см.

## Распространение и местообитание
H. decurrens широко распространён в Новом Южном Уэльсе, Виктории и Тасмании. Кроме этого, вид натурализован в Южной Австралии и Португалии.
В настоящее время признаются три подвида этой хакеи :
- Hakea decurrens decurrens встречается на западных склонах и равнинах Большого Водораздельного хребта Нового Южного Уэльса.
- Hakea decurrens platytaenia встречается в открытых прибрежных пустошах на юго-востоке Нового Южного Уэльса, в восточной части Виктории и на островах Бассова пролива.
- Hakea decurrens physocarpa встречается в Новом Южном Уэльсе, Виктории и на островах Бассова пролива. В Тасмании считается родным на севере и натурализованным на юге. Подвид также натурализован в горах Маунт-Лофти в Южной Австралии и в Португалии.